# Liste des entraîneurs champions de France de football
 (juillet 2025).
Si vous disposez d'ouvrages ou d'articles de référence ou si vous connaissez des sites web de qualité traitant du thème abordé ici, merci de compléter l'article en donnant les références utiles à sa vérifiabilité et en les liant à la section « Notes et références ».
Ceci est une liste des entraîneurs champions de France de football.
Albert Batteux est l'entraîneur ayant été le plus de fois titré, 5 fois avec le Stade de Reims et 3 fois avec l'AS Saint-Étienne soit 8 fois champion de France au total. Son premier titre a été gagné en 1952 avec Reims, mais ses seuls titres consécutifs l'ont été avec Saint-Étienne, où il a d'ailleurs été le premier à gagner trois championnats d'affilée.

## Championnat de France professionnel, Division 1, Ligue 1
| Saison    |                         | Entraîneurs              | Club                   |
| --------- | ----------------------- | ------------------------ | ---------------------- |
| 1932-33   | Drapeau de la Belgique  | Robert De Veen           | Olympique lillois      |
| 1933-34   | Drapeau de la France    | René Dedieu              | Sète                   |
| 1934-35   | Drapeau de l'Uruguay    | Conrad Ross              | Sochaux                |
| 1935-36   | Drapeau de l'Angleterre | George Kimpton           | Racing Club de Paris   |
| 1936-37   | Drapeau de la Hongrie   | József Eisenhoffer       | Olympique de Marseille |
| 1937-38   | Drapeau de l'Uruguay    | Conrad Ross (2)          | Sochaux                |
| 1938-39   | Drapeau de la France    | Jean Marmiès             | Sète                   |
| 1945-46   | Drapeau de l'Angleterre | George Berry             | Lille OSC              |
| 1946-47   | Drapeau de la France    | Charles Demeillez        | CO Roubaix-Tourcoing   |
| 1947-48   | Drapeau de l'Italie     | Giuseppe Zilizzi         | Olympique de Marseille |
| 1948-49   | Drapeau de la France    | Henri Roessler           | Stade de Reims         |
| 1949-50   | Drapeau de la France    | André Gérard             | Girondins de Bordeaux  |
| 1950-51   | Drapeau de la France    | Numa Andoire             | OGC Nice               |
| 1951-52   | Drapeau de la France    | Numa Andoire (2)         | OGC Nice               |
| 1952-53   | Drapeau de la France    | Albert Batteux           | Stade de Reims         |
| 1953-54   | Drapeau de la France    | André Cheuva             | Lille OSC              |
| 1954-55   | Drapeau de la France    | Albert Batteux (2)       | Stade de Reims         |
| 1955-56   | Drapeau de l'Argentine  | Luis Carniglia           | OGC Nice               |
| 1956-57   | Drapeau de la France    | Jean Snella              | AS Saint-Étienne       |
| 1957-58   | Drapeau de la France    | Albert Batteux (3)       | Stade de Reims         |
| 1958-59   | Drapeau de la France    | Jean Luciano             | OGC Nice               |
| 1959-60   | Drapeau de la France    | Albert Batteux (4)       | Stade de Reims         |
| 1960-61   | Drapeau de la France    | Lucien Leduc             | AS Monaco              |
| 1961-62   | Drapeau de la France    | Albert Batteux (5)       | Stade de Reims         |
| 1962-63   | Drapeau de la France    | Lucien Leduc (2)         | AS Monaco              |
| 1963-64   | Drapeau de la France    | Jean Snella (2)          | AS Saint-Étienne       |
| 1964-65   | Drapeau de la France    | José Arribas             | FC Nantes              |
| 1965-66   | Drapeau de la France    | José Arribas (2)         | FC Nantes              |
| 1966-67   | Drapeau de la France    | Jean Snella (3)          | AS Saint-Étienne       |
| 1967-68   | Drapeau de la France    | Albert Batteux (6)       | AS Saint-Étienne       |
| 1968-69   | Drapeau de la France    | Albert Batteux (7)       | AS Saint-Étienne       |
| 1969-70   | Drapeau de la France    | Albert Batteux (8)       | AS Saint-Étienne       |
| 1970-71   | Drapeau de la France    | Lucien Leduc (3)         | Olympique de Marseille |
| 1971-72   | Drapeau de la France    | Mario Zatelli            | Olympique de Marseille |
| 1972-73   | Drapeau de la France    | José Arribas (3)         | FC Nantes              |
| 1973-74   | Drapeau de la France    | Robert Herbin            | AS Saint-Étienne       |
| 1974-75   | Drapeau de la France    | Robert Herbin (2)        | AS Saint-Étienne       |
| 1975-76   | Drapeau de la France    | Robert Herbin (3)        | AS Saint-Étienne       |
| 1976-77   | Drapeau de la France    | Jean Vincent             | FC Nantes              |
| 1977-78   | Drapeau de la France    | Lucien Leduc (4)         | AS Monaco              |
| 1978-79   | Drapeau de la France    | Gilbert Gress            | Strasbourg             |
| 1979-80   | Drapeau de la France    | Jean Vincent (2)         | FC Nantes              |
| 1980-81   | Drapeau de la France    | Robert Herbin (4)        | AS Saint-Étienne       |
| 1981-82   | Drapeau de la France    | Gérard Banide            | AS Monaco              |
| 1982-83   | Drapeau de la France    | Jean-Claude Suaudeau     | FC Nantes              |
| 1983-84   | Drapeau de la France    | Aimé Jacquet             | Girondins de Bordeaux  |
| 1984-85   | Drapeau de la France    | Aimé Jacquet (2)         | Girondins de Bordeaux  |
| 1985-86   | Drapeau de la France    | Gérard Houllier          | Paris Saint-Germain    |
| 1986-87   | Drapeau de la France    | Aimé Jacquet (3)         | Girondins de Bordeaux  |
| 1987-88   | Drapeau de la France    | Arsène Wenger            | AS Monaco              |
| 1988-89   | Drapeau de la France    | Gérard Gili              | Olympique de Marseille |
| 1989-90   | Drapeau de la France    | Gérard Gili (2)          | Olympique de Marseille |
| 1990-91   | Drapeau de la Belgique  | Raymond Goethals         | Olympique de Marseille |
| 1991-92   | Drapeau de la Belgique  | Raymond Goethals (2)     | Olympique de Marseille |
| 1993-94   | Drapeau du Portugal     | Artur Jorge              | Paris Saint-Germain    |
| 1994-95   | Drapeau de la France    | Jean-Claude Suaudeau (2) | FC Nantes              |
| 1995-96   | Drapeau de la France    | Guy Roux                 | AJ Auxerre             |
| 1996-97   | Drapeau de la France    | Jean Tigana              | AS Monaco              |
| 1997-98   | Drapeau de la France    | Daniel Leclercq          | RC Lens                |
| 1998-99   | Drapeau de la France    | Élie Baup                | Girondins de Bordeaux  |
| 1999-2000 | Drapeau de la France    | Claude Puel              | AS Monaco              |
| 2000-01   | Drapeau de la France    | Raynald Denoueix         | FC Nantes              |
| 2001-02   | Drapeau de la France    | Jacques Santini          | Olympique lyonnais     |
| 2002-03   | Drapeau de la France    | Paul Le Guen             | Olympique lyonnais     |
| 2003-04   | Drapeau de la France    | Paul Le Guen (2)         | Olympique lyonnais     |
| 2004-05   | Drapeau de la France    | Paul Le Guen (3)         | Olympique lyonnais     |
| 2005-06   | Drapeau de la France    | Gérard Houllier (2)      | Olympique lyonnais     |
| 2006-07   | Drapeau de la France    | Gérard Houllier (3)      | Olympique lyonnais     |
| 2007-08   | Drapeau de la France    | Alain Perrin             | Olympique lyonnais     |
| 2008-09   | Drapeau de la France    | Laurent Blanc            | Girondins de Bordeaux  |
| 2009-10   | Drapeau de la France    | Didier Deschamps         | Olympique de Marseille |
| 2010-11   | Drapeau de la France    | Rudi Garcia              | Lille OSC              |
| 2011-12   | Drapeau de la France    | René Girard              | Montpellier            |
| 2012-13   | Drapeau de l'Italie     | Carlo Ancelotti          | Paris Saint-Germain    |
| 2013-14   | Drapeau de la France    | Laurent Blanc (2)        | Paris Saint-Germain    |
| 2014-15   | Drapeau de la France    | Laurent Blanc (3)        | Paris Saint-Germain    |
| 2015-16   | Drapeau de la France    | Laurent Blanc (4)        | Paris Saint-Germain    |
| 2016-17   | Drapeau du Portugal     | Leonardo Jardim          | AS Monaco              |
| 2017-18   | Drapeau de l'Espagne    | Unai Emery               | Paris Saint-Germain    |
| 2018-19   | Drapeau de l'Allemagne  | Thomas Tuchel            | Paris Saint-Germain    |
| 2019-20   | Drapeau de l'Allemagne  | Thomas Tuchel (2)        | Paris Saint-Germain    |
| 2020-21   | Drapeau de la France    | Christophe Galtier       | Lille OSC              |
| 2021-22   | Drapeau de l'Argentine  | Mauricio Pochettino      | Paris Saint-Germain    |
| 2022-23   | Drapeau de la France    | Christophe Galtier (2)   | Paris Saint-Germain    |
| 2023-24   | Drapeau de l'Espagne    | Luis Enrique             | Paris Saint-Germain    |
| 2024-25   | Drapeau de l'Espagne    | Luis Enrique (2)         | Paris Saint-Germain    |

## Par entraîneur
| Rang | Nom                  | Titre | Club(s)                                         | Années                                         |
| ---- | -------------------- | ----- | ----------------------------------------------- | ---------------------------------------------- |
| 1    | Albert Batteux       | 8     | Stade de Reims (5), AS Saint-Étienne (3)        | 1953, 1955, 1958, 1960, 1962, 1968, 1969, 1970 |
| 2    | Robert Herbin        | 4     | AS Saint-Étienne                                | 1974, 1975, 1976, 1981                         |
| -    | Lucien Leduc         | 4     | AS Monaco (3), Olympique de Marseille (1)       | 1961, 1963, 1971, 1978                         |
| -    | Laurent Blanc        | 4     | Girondins de Bordeaux (1), Paris SG (3)         | 2009, 2014, 2015, 2016                         |
| 5    | Jean Snella          | 3     | AS Saint-Étienne                                | 1957, 1964, 1967                               |
| -    | José Arribas         | 3     | FC Nantes                                       | 1965, 1966, 1973                               |
| -    | Aimé Jacquet         | 3     | Girondins de Bordeaux                           | 1984, 1985, 1987                               |
| -    | Gérard Houllier      | 3     | Paris Saint-Germain (1), Olympique lyonnais (2) | 1986, 2006, 2007                               |
| -    | Paul Le Guen         | 3     | Olympique lyonnais                              | 2003, 2004, 2005                               |
| 10   | Conrad Ross          | 2     | FC Sochaux                                      | 1935, 1938                                     |
| -    | Numa Andoire         | 2     | OGC Nice                                        | 1951, 1952                                     |
| -    | Jean Vincent         | 2     | FC Nantes                                       | 1977, 1980                                     |
| -    | Gérard Gili          | 2     | Olympique de Marseille                          | 1989, 1990                                     |
| -    | Raymond Goethals     | 2     | Olympique de Marseille                          | 1991, 1992                                     |
| -    | Jean-Claude Suaudeau | 2     | FC Nantes                                       | 1983, 1995                                     |
| -    | Thomas Tuchel        | 2     | Paris Saint-Germain                             | 2019, 2020                                     |
| -    | Christophe Galtier   | 2     | LOSC Lille (1), Paris Saint-Germain (1)         | 2021, 2023                                     |
| -    | Luis Enrique         | 2     | Paris Saint-Germain                             | 2024, 2025                                     |

## Par nationalité
| Pays       | Entraîneurs | Total |
| ---------- | ----------- | ----- |
| France     | 36          | 65    |
| Belgique   | 2           | 3     |
| Espagne    | 2           | 3     |
| Angleterre | 2           | 2     |
| Italie     | 2           | 2     |
| Portugal   | 2           | 2     |
| Argentine  | 2           | 2     |
| Uruguay    | 1           | 2     |
| Allemagne  | 1           | 2     |
| Hongrie    | 1           | 1     |